# Gornja Ploča
Gornja Ploča falu Horvátországban Lika-Zengg megyében. Közigazgatásilag Lovinachoz tartozik.

## Fekvése
Gospićtól légvonalban 24 km-re, közúton 36 km-re délkeletre, községközpontjától légvonalban 8 km-re, közúton 10 km-re északnyugatra a Likai-mező délkeleti részén, a Likai-középhegység lábánál a Pločai-szoros alatt, az A1-es autópályától 4 km-re keletre fekszik. Az autópályát Udbinával összekötő 522. számú úttól egy bekötőúton közelíthető meg. Itt található a Jadova-patak forrása. A falu Gornja Ploča, Donja Ploča és Tušice (régebben Mala Ploča) településrészekből áll.

## Története
A korabeli források alapján tudjuk, hogy a mai Ploča helyén a török hódítás előtt Novakovići és Novaci nevű lakott települések voltak. A 14. században Lika területén sok nemes család élt. Ez a vidék 1509-ben Bilajjal, Barletével, Slivnikkel, Novacival, Lovinaccal és Novigraddal együtt Ivan Karlović (Karlovics János) kezén volt. 1527-ben kihasználva a mohácsi csata utáni zűrzavart és a horvát nemesség megosztottságát a törökök teljesen megszállták Lika területét. 1577-ben két török kézen levő várat is említenek a mai falu területén, melyek közül az egyik Štulića tornya néven volt ismert. A török az elmenekült horvát lakosság helyére új telepeseket, pravoszláv hitű vlachokat és szerbeket telepített be, akik ennek fejében kiváltságokat kaptak. A betelepítés Ploča esetében Ferhád pasa idejében 1575 és 1577 között történt. A török uralom idejéből ismert Plocsanin Ali aga neve és mivel akkoriban több település is török urának nevét kapta feltételezhető, hogy Pločát róla nevezték el. 1689-ben Marko Mesić pap felkelést robbantott ki és a felkelők egy hónap leforgása alatt felszabadították Lika és Korbávia területét a török uralom alól. A betelepítés második hulláma 1690 és 1692 között történt a Gacka völgyéből és a Zrmanja folyó vidékéről érkezett pravoszláv szerbekkel. Az ezt követő első összeírás szerint 1700-ban a raduči parókia területén, melyhez Ploča is tartozott összesen 120 ház állt két parókussal. Egy ugyanez évből származó másik adat szerint Ploča és Kik együtt összesen 40 háztartást számlált. A régi források szerint Ploča területére ekkor görögök is érkeztek, akik azonban a kemény tél és a nagy havazás hatására rövidesen távoztak és már nem tértek vissza többé. 1719-ben Gornja Pločán felépült a Szentlélek tiszteletére szentelt pravoszláv templom. Ezután a lakosság száma tovább növekedett. Fontos dátum a település életében 1869 amikor felépült és megnyílt a népiskola. Pločának 1857-ben 1163, 1910-ben 1410 lakosa volt. A trianoni békeszerződés előtt Lika-Korbava vármegye Gračaci járásához tartozott. Ezt követően előbb a Szerb-Horvát-Szlovén Királyság, majd Jugoszlávia része lett. A két világháború között Ploča fejlett mezőgazdasággal rendelkezett, különösen a juh-, kecske-, szarvasmarha- és a lótenyésztés volt jelentős. A jobb megélhetés miatt többen jártak dolgozni Szerbiába, illetve vándoroltak ki Franciaországba, Amerikába és más országokba. A II. világháború előestéjén településnek iskolája, temploma, rendőrőrse, két gőzmalma, három üzlete, vendéglője, három cipészműhelye, két kovácsműhelye, péksége és parókiája volt. A második világháború időszaka a pločaiaknak hasonlóan a többi a Független Horvát Állam területén élő szerbekhez az usztasa terror időszaka volt. 1941. július 31-én az usztasák két óra leforgása alatt 80 embert öldöstek le és hamvasztottak el otthonaikban. Ugyanezen a napon mintegy 15 helybelit hurcoltak el a jadovnoi koncentrációs táborba, ahol a háború alatt több tízezer szerbet öltek meg. Főként Gornja Pločán számos házat raboltak ki és gyújtottak fel, miközben a nép évekig a közeli hegyekben bujdosott. Minden harmadik pločai aktívan részt vett a nemzeti felszabadító hadsereg harcaiban, melyek során 94-en estek el, összesen pedig 315 pločai vesztette életét a háború idején. A felszabadulás után Ploča füstölgő rom volt, de a falut rövidesen újjáépítették. A súlyosan megrongálódott templomot 1949-ben le kellett bontani. 1991-ben lakosságának 97 százaléka szerb nemzetiségű volt, akik még ebben az évben a Krajinai Szerb Köztársasághoz csatlakoztak. A horvát hadsereg 1995. augusztus 6-án foglalta vissza a települést, melynek szerb lakossága elmenekült. A falunak 2011-ben 45 lakosa volt.

## Lakosság

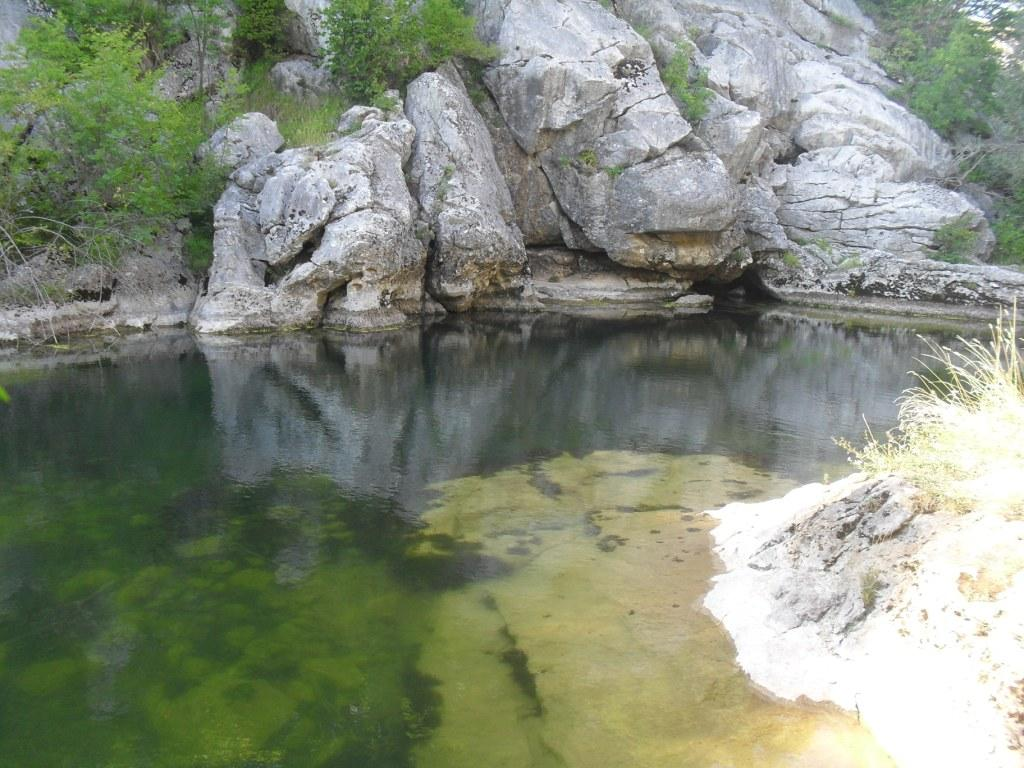
A Jadova forrása Gornja Pločán

| Lakosság változása | Lakosság változása | Lakosság változása | Lakosság változása | Lakosság változása | Lakosság változása | Lakosság változása | Lakosság változása | Lakosság változása | Lakosság változása | Lakosság változása | Lakosság változása | Lakosság változása | Lakosság változása | Lakosság változása | Lakosság változása |
| ------------------ | ------------------ | ------------------ | ------------------ | ------------------ | ------------------ | ------------------ | ------------------ | ------------------ | ------------------ | ------------------ | ------------------ | ------------------ | ------------------ | ------------------ | ------------------ |
| 1857               | 1869               | 1880               | 1890               | 1900               | 1910               | 1921               | 1931               | 1948               | 1953               | 1961               | 1971               | 1981               | 1991               | 2001               | 2011               |
| 1.163              | 1.343              | 1.287              | 1.435              | 1.555              | 1.410              | 1.452              | 1.502              | 996                | 939                | 924                | 675                | 494                | 344                | 22                 | 45                 |

## Nevezetességei
- A falu határában a Likai-középhegység területén a Debeljača nevű magaslat déli lejtőjén található a Debeljača cseppkőbarlang. A barlang bejárata akkor vált láthatóvá, amikor 2002 és 2004 között a Zágráb-Split autópálya építése során robbantást végeztek. Ennek következtében beomlott a barlang mennyezete. A barlang feltárása 2004 májusában kezdődött meg és a mai napig is tart. Ennek során 908 méter hosszan tárták fel a barlang járatait, melyek 66,5 méter mélységet értek el. Ezzel az ország közepes hosszúságú barlangjai közé tartozik. A bejárattól északkeletre egy kisebb barlangot is találtak, mely a terület geomorfológiai adottságaiból kiindulva ugyanannak a barlangrendszernek a része lehet.
- A Szentlélek tiszteletére szentelt szerb pravoszláv templomát 1719-ben építették. 1949-ben teljesen lebontották.
- Novaković várának maradványai.

## Fordítás
Ez a szócikk részben vagy egészben  a   Gornja Ploča című szerb Wikipédia-szócikk ezen változatának fordításán alapul.  Az eredeti cikk szerkesztőit annak laptörténete sorolja fel. Ez a jelzés csupán a megfogalmazás eredetét és a szerzői jogokat jelzi, nem szolgál a cikkben szereplő információk forrásmegjelöléseként.